# Dongla
Dongla (kinesiska: 东拉, 东拉乡) är en socken i Kina. Den ligger i den autonoma regionen Tibet, i den sydvästra delen av landet, omkring 75 kilometer söder om regionhuvudstaden Lhasa. Antalet invånare är 3 877. Befolkningen består av 1 919 kvinnor och 1 958 män. Barn under 15 år utgör 28,0 %, vuxna 15-64 år 66 %, och äldre över 65 år 5,0 %. Dongla ligger vid sjön Yamzho Yumco.
Genomsnittlig årsnederbörd är 977 millimeter. Den regnigaste månaden är juli, med i genomsnitt 240 mm nederbörd, och den torraste är december, med 12 mm nederbörd.